# 森本鶴
森本 鶴（もりもと つる、1970年11月9日 - ）は、日本の元女子サッカー選手。元サッカー日本女子代表。現役時代のポジションはディフェンダー。父は元陸上競技選手の森本葵。

## 来歴
日産FCレディース、日興證券女子サッカー部ドリームレディース、イタリア・SSラツィオ(en)でプレー。
サッカー日本女子代表では、1994年8月21日、オーストリア代表との試合でデビューした。このデビュー戦で1得点を上げ、日本は1-0で勝利した。1994年には母国・広島開催となった1994年アジア競技大会にも2試合に出場し準優勝した。1995年には6月の1995 FIFA女子ワールドカップのメンバーにも選出された（試合出場は無し）。9月の1995 AFC女子選手権では1試合に出場、準優勝した。1995年まで通算で5試合に出場し、1得点した。

## 代表歴
- 1994年8月21日 - 日本女子代表初出場 -  オーストリア戦 (スロバキア国際女子大会、スロバキア・ドブニッツア)
- 1994年8月21日 - 日本女子代表初得点 -  オーストリア戦 (スロバキア国際女子大会、スロバキア・ドブニッツア)

### 主な選出歴
- 1994年アジア競技大会（準優勝）
- 1995 FIFA女子ワールドカップ
- 1995 AFC女子選手権（準優勝）

### 試合数
| 日本代表 | 国際Aマッチ | 国際Aマッチ |
| 年       | 出場        | 得点        |
| -------- | ----------- | ----------- |
| 1994     | 4           | 1           |
| 1995     | 1           | 0           |
| 通算     | 5           | 1           |

### 出場
| # | 開催日         | 開催地         | 会場                           | 相手           | 結果 | 監督   | 大会               |
| - | -------------- | -------------- | ------------------------------ | -------------- | ---- | ------ | ------------------ |
| 1 | 1994年08月21日 | ドブニッツア   |                                | オーストリア   | ○1-0 | 鈴木保 | スロバキア国際大会 |
| 2 | 1994年09月27日 | 東京都         | 国立霞ヶ丘競技場陸上競技場     | オーストラリア | △2-2 | 鈴木保 | 国際親善試合       |
| 3 | 1994年10月04日 | 広島県         | 福山市竹ヶ端運動公園陸上競技場 | 韓国           | ○5-0 | 鈴木保 | アジア大会         |
| 4 | 1994年10月10日 | 広島県         | 福山市竹ヶ端運動公園陸上競技場 | 中国           | △1-1 | 鈴木保 | アジア大会         |
| 5 | 1995年09月25日 | コタ・キナバル |                                | インド         | ○6-0 | 鈴木保 | アジア選手権       |

### ゴール
| # | 開催年月日    | 開催地       | 対戦国       | 勝敗  | 試合概要               |
| - | ------------- | ------------ | ------------ | ----- | ---------------------- |
| 1 | 1994年8月21日 | ドブニッツア | オーストリア | ○ 1-0 | スロバキア国際女子大会 |